# きぬむすめ
きぬむすめ きぬむすめは、日本のイネの品種名および銘柄名。「キヌヒカリ」の後代品種となることを願って『キヌヒカリの娘』という意味で命名。

## 概要
2006年3月7日、農研機構が育成した新品種で、「コシヒカリ」並みの良食味と作りやすい優れた栽培適性を持っている。コシヒカリより1週間程度晩生（旧系統名 西海232号）。そのため、早生品種との作期分散が可能。耐暑性は強。炊飯米はつややかで粘りが強くやや柔らかめの食感である。良質で品質にばらつきのない品種として、中食や外食産業用に向く。
2008年（平成20年）に奨励品種に採用された鳥取県では、県内の作付面積の4分の1を占め、2013年（平成25年）産米が、鳥取県産米として初めて「米の食味ランキング」で特Aを獲得して以降、4年連続で特Aとなっている。また、2010年（平成22年）に奨励品種に採用された山口県では県内中間部から平坦部を中心に生産され、「米の食味ランキング」では、2015年（平成27年）産米から3年連続で特Aを獲得している。
- 交配系譜

| 愛知92号（後の「祭り晴」 ） | 愛知92号（後の「祭り晴」 ） | 愛知92号（後の「祭り晴」 ） | 愛知92号（後の「祭り晴」 ） | 愛知92号（後の「祭り晴」 ）  | 愛知92号（後の「祭り晴」 ） |  |  | キヌヒカリ | キヌヒカリ | キヌヒカリ | キヌヒカリ | キヌヒカリ | キヌヒカリ |
| 愛知92号（後の「祭り晴」 ） | 愛知92号（後の「祭り晴」 ） | 愛知92号（後の「祭り晴」 ） | 愛知92号（後の「祭り晴」 ） | 愛知92号（後の「祭り晴」 ）  | 愛知92号（後の「祭り晴」 ） |  |  | キヌヒカリ | キヌヒカリ | キヌヒカリ | キヌヒカリ | キヌヒカリ | キヌヒカリ |
|                             |                             |                             |                             |                              |                             |  |  |            |            |            |            |            |            |
|                             |                             |                             |                             | きぬむすめ（水稲農林410 号） |                             |  |  |            |            |            |            |            |            |

### 専門雑誌
- 日経トレンディ【きぬむすめ】初出品でいきなり特Aを獲得！ 期待の新品種きぬむすめ